# 答ホン春初
答㶱 春初（とうほん しゅんそ、生没年不詳）は、百済の官吏、武人。氏は塔本とも記される。百済の官位は達率。日本の冠位は大山下。

## 出自
答㶱（答本）氏は百済系渡来氏族。聖武朝の神亀元年（724年）に子息と想定される答本陽春が麻田連に改氏姓している。

## 経歴
天智天皇2年（663年）の白村江の戦いで日本・百済遺民の連合軍が唐・新羅連合軍に敗れ、日本において唐・新羅連合軍の来攻に対する緊張が溜まる中で、天智天皇4年（665年）に春初は長門国へ派遣されて古代山城を築いた。なお、この時点では百済の官位である達率を帯びていた。この山城の場所は山口県下関市前田の茶臼山あるいは同市長府の唐櫃山などが比定されている。
天智天皇10年（671年）兵法における政権への貢献が認められ、谷那晋首・木素貴子・憶礼福留ら他の百済系渡来人とともに大山下の冠位を授けられた。
天智朝において、皇太子・大友皇子から学士として、沙宅紹明・吉大尚・許率母・木素貴子らとともに賓客の礼を受けたとされる。